# Galium mahadivense
Galium mahadivense là một loài thực vật có hoa trong họ Thiến thảo. Loài này được G.Singh mô tả khoa học đầu tiên năm 1976.